# Bischöfliches Schloss (Chur)

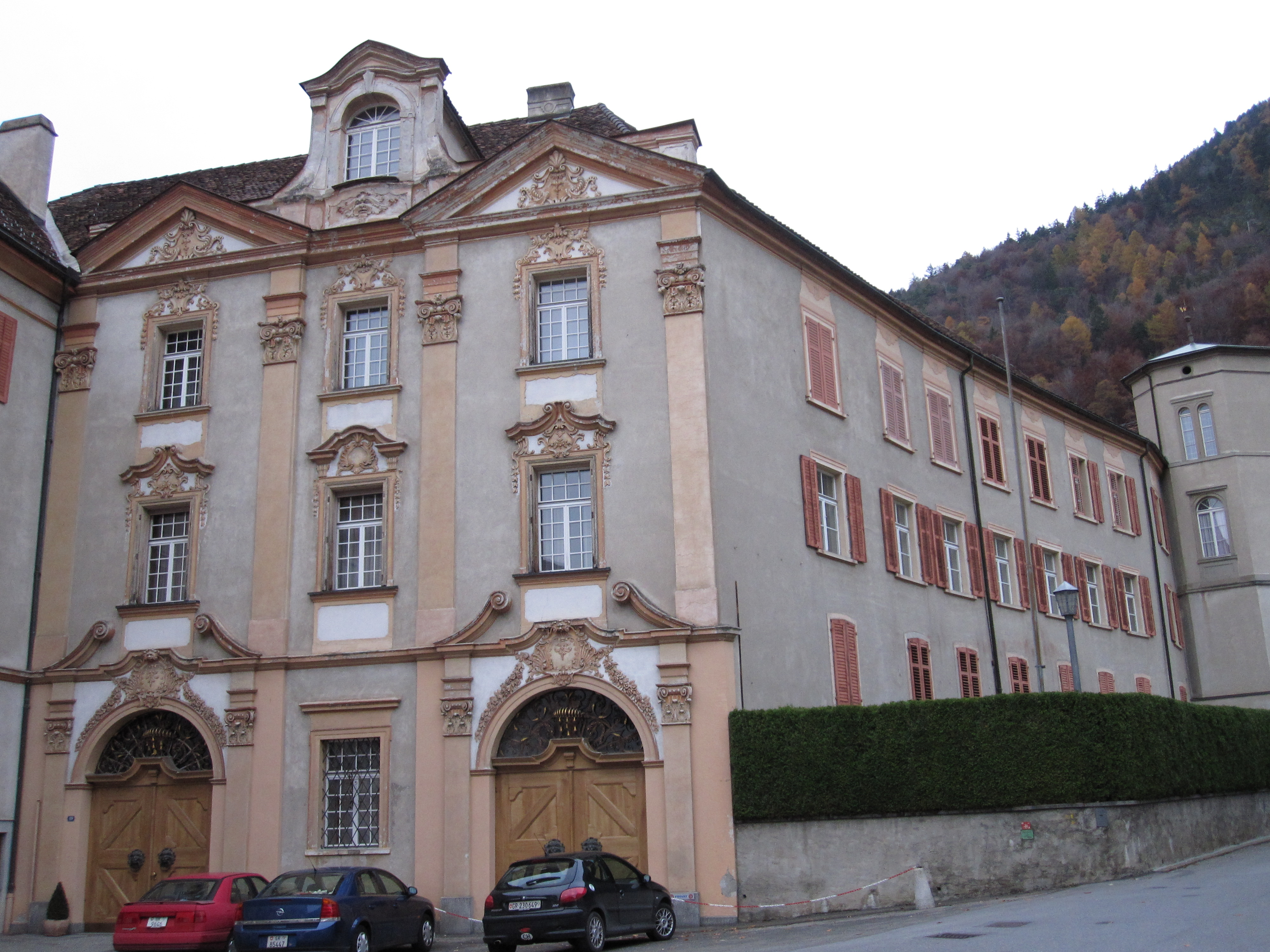
Das Bischöfliche Schloss in Chur

Das Bischöfliche Schloss in der Bündner Kantonshauptstadt Chur liegt gegenüber der Kathedrale St. Mariä Himmelfahrt im Hof. Das denkmalgeschützte Gebäude ist bis heute die Bischofsresidenz des Churer Diözesanbischofs sowie der Amtssitz des bischöflichen Offizialats und der bischöflichen Kanzlei.
Als Teil des Hofes wird das Bischöfliche Schloss in der Liste der Kulturgüter von nationaler Bedeutung im Kanton Graubünden geführt.

## Lage

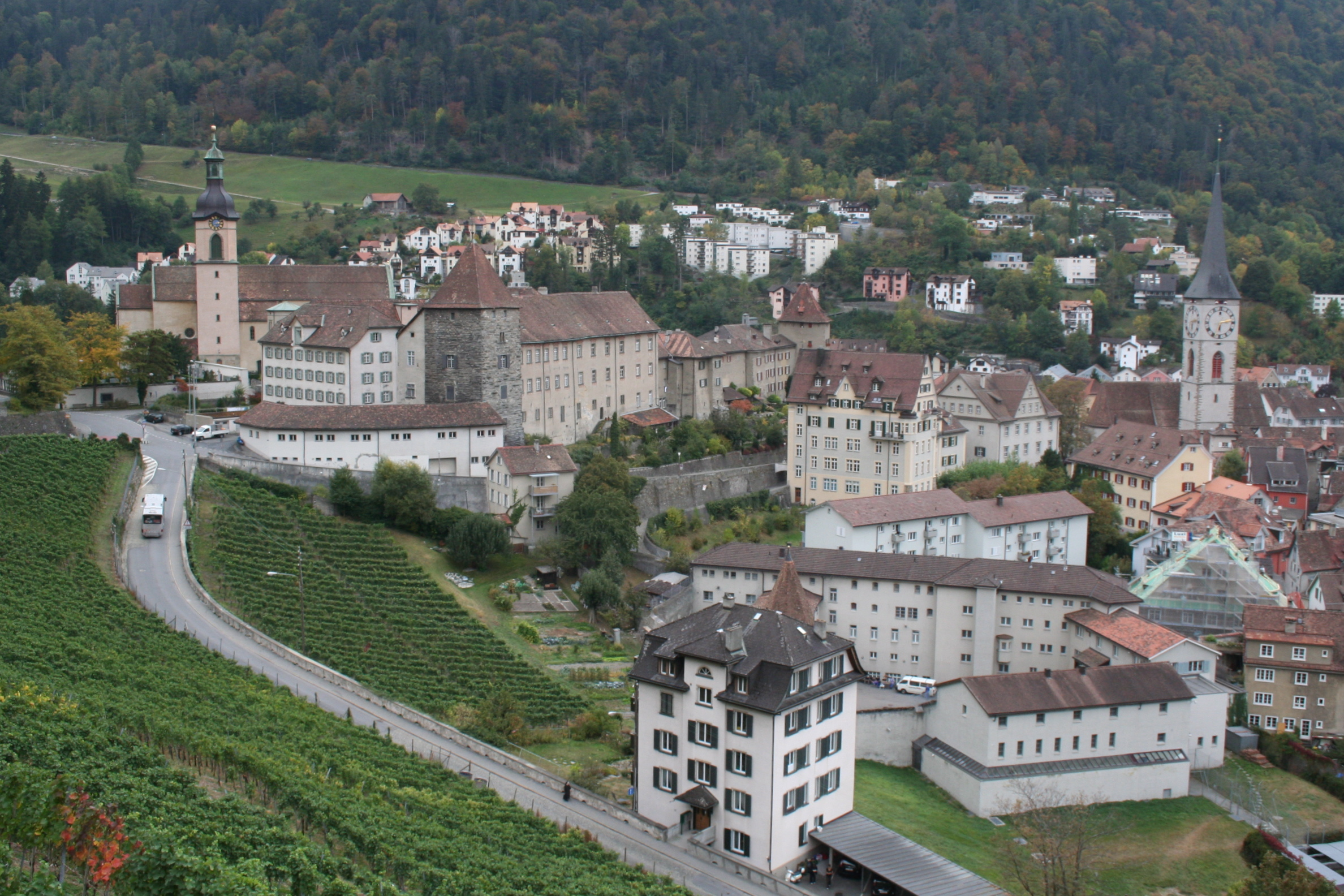
V. l. n. r.: Kathedrale, Bischöfliches Schloss und Martinskirche

An das Bischöfliche Schloss  schliessen sich zur Altstadt hin unmittelbar die ehemaligen Domherrenhäuser an. Der Marsöl, der einst die Stallungen ebendieser Domherren beherbergte, bevor er Anfang des 20. Jahrhunderts zum bischöflichen Hotelbetrieb mit Festsaal wurde, liegt auf der anderen Seite der Hofstrasse.

## Geschichte
Ein erster Bau entstand nach 1272 im Anschluss an die Einweihung der Kathedrale. Das heutige Aussehen geht zurück auf die barocke Neukonzeption 1732/33 unter dem aus Tirol stammenden Bischof Joseph von Rost (im Amt des Churer Bischofs als Benedikt von Rost von 1728 bis 1754), der architektonische Ideen seiner Heimat in den Bau einfliessen liess.
Im bischöflichen Schloss entstand zwischen 1559 und ca. 1610 das Kochbuch «Ein schön Kochbuch 1559». Es gilt als das älteste Kochbuch der Schweiz. Im Jahr 2020 wird im Bischöflichen Schloss das Domschatz-Museum mit Domschatz und den auf 1543 datierten Todesbildern eröffnet.

## Dekoration
Das Schloss ist mit reichen Stuckdekorationen und vier Pilastern an der Fassade verziert und um einen Innenhof herum errichtet. Jeweils zwei mächtige Löwenmasken aus Bronze fungieren an den beiden Portalen als Ringhalter.